# Lê Minh Hương
Lê Minh Hương (* 3. Oktober 1936 in Sơn Tân, Hương Sơn, Hà Tĩnh, Französisch-Indochina; † 13. Mai 2004 in Hanoi) war ein Politiker der Kommunistischen Partei Vietnams KPV (Đảng Cộng sản Việt Nam) in der Sozialistischen Republik Vietnam und Generaloberst, der unter anderem von 1996 bis 1998 Innenminister beziehungsweise zwischen 1998 und 2002 Minister für öffentliche Sicherheit sowie von 1996 bis zu seinem Tode 2004 Mitglied des Politbüros des Zentralkomitees (ZK) der KPV war.

## Leben
Lê Minh Hương arbeitete während des Indochinakrieges von Oktober 1948 bis Dezember 1950 als Verbindungsmann für die Einheit 75 der Hà Tĩnh-Armee und wechselte im Januar 1951 zur Stadtverwaltungsarbeit von Hà Tĩnh. 1954 wurde er ständiges Mitglied des Volkskomitees der Stadt Hà Tĩnh und arbeitete seit April 1956 als Beamter in der Abteilung für politische Aufklärung der Polizeibehörde der Provinz Hà Tĩnh und der Polizeibehörde der Region IV. Im November 1962 begann er ein Studium in einer speziellen Ausbildungsklasse für Sicherheitseinsätze an der Zentralen Polizeischule, der heutigen Akademie für Volkssicherheit (Học viện An ninh nhân dân). Nachdem er von September 1965 bis 1978 zum Außenministerium (Bộ Ngoại giao) abgeordnet war, wechselte er 1979 ins Innenministerium (Bộ Công an) und war bis Juni 1981 stellvertretender Leiter sowie im Anschluss bis Februar 1988 Leiter der Abteilung A 13. Daraufhin fungierte er zwischen Februar und Oktober 1988 als stellvertretender Generaldirektor der Hauptabteilung Sicherheit sowie von Oktober 1988 bis Juni 1989 als stellvertretender Generaldirektor der Hauptabteilung 5. Er fungierte zwischen Januar 1990 und Februar 1991 als Generaldirektor der Hauptabteilung 5 und wurde in dieser Funktion im August 1990 zum Generalmajor (Thiếu tướng) befördert. Im Februar 1991 wurde er zum stellvertretenden Innenminister und zugleich zum ständigen Mitglied der ZK-Kommission für öffentliche Sicherheit ernannt.
Auf dem VII. Nationalkongress der KPV (24. Juni bis 27. Juni 1991) wurde Lê Minh Hương erstmals zum Mitglied des ZK der KPV gewählt und gehörte diesem Führungsgremium nach seinen Wiederwahlen auf dem VIII. Nationalkongress (28. Juni bis 1. Juli 1996) und dem IX. Nationalkongress (19. April bis 22. April 2001) bis zu seinem Tode am 13. Mai 2004 an. 1992 wurde er ferner Mitglied der Nationalversammlung (Quốc hội Việt Nam) und gehörte dieser nach seiner Wiederwahl 1997 in der neunten und zehnten Legislaturperiode bis 2002 an. In der neunten Legislaturperiode war er von 1992 bis 1997 Mitglied des Ausschusses für Nationalen Verteidigung und Sicherheit. Darüber hinaus erhielt er im Dezember 1992 seine Beförderung zum Generalleutnant (Trung tướng). Auf dem VIII. Nationalkongress wurde er im Juni 1996 zum Mitglied des Politbüros des ZK gewählt und nahm in der Parteihierarchie zunächst den 16. Platz ein. Er wurde zugleich Sekretär es ZK für öffentliche Sicherheit.
Als Nachfolger von Generaloberst Bùi Thiện Ngộ übernahm er am 6. November 1996 den Posten als Innenminister (Bộ trưởng Bộ Nội vụ) im Kabinett von Premierminister Võ Văn Kiệt und bekleidete dieses Amt auch im Kabinett von dessen Nachfolger Phan Văn Khải. Im Januar 1998 wurde er zum Generaloberst (Thượng tướng) befördert. Nach Umbenennung und Reorganisation des Innenministeriums war er schließlich von Mai 1998 bis zu seiner Ablösung durch General Lê Hồng Anh am 28. Januar 2002 erster Minister für öffentliche Sicherheit (Bộ trưởng Bộ Công an).
Nach seiner Wiederwahl zum ZK-Mitglied und zum Mitglied des Politbüros des ZK auf dem IX. Nationalkongress im April 2001 nahm er in der Parteihierarchie den sechsten Rang unter den fünfzehn Mitgliedern des Politbüros ein. Für seine langjährigen Verdienste wurde er mit der Militärverdienstmedaille Dritter Klasse, der Medaille „Widerstandskrieg gegen Amerika zur Rettung des Landes“ Erster Klasse und dem 40-jährigen Parteiabzeichen ausgezeichnet. Im Juli 2008 wurde ihm posthum die „Hồ Chí Minh“-Medaille verliehen. Ferner gab das Ministerium für öffentliche Sicherheit im Oktober 2016 ihm zu Ehren eine Fotobiografie heraus.